# دیوید جیپ
دیوید جیپ (انگلیسی: David Gipp؛ زادهٔ ۱۳ ژوئیهٔ ۱۹۶۹) بازیکن فوتبال اهل بریتانیا است.
از باشگاه‌هایی که در آن بازی کرده‌است می‌توان به باشگاه فوتبال بارنت اشاره کرد.